# Otto Michael Buss
Otto Michael Buss (* 24. Februar 1939 in Frankfurt am Main; † 12. November 2007) war ein deutscher Politiker (CDU) und ehemaliger Abgeordneter des Hessischen Landtags.

## Ausbildung und Beruf
Otto Michael Buss besuchte die Grundschule und das Gymnasium in Frankfurt am Main und machte dort 1959 Abitur. Danach studierte er Wirtschafts- und Sozialwissenschaften und legte nach Studium und kaufmännischen Praktika in Frankfurt am Main und London 1965 das Examen als Diplom-Handelslehrer an der Johann Wolfgang Goethe-Universität Frankfurt am Main ab. 1965 bis 1967 war er Studienreferendar an verschiedenen beruflichen Schulen in Hessen und legte 1967 das Assessorexamen ab. Danach arbeitete er als Lehrer an der Kaufmännischen Berufsschule 7 in Frankfurt am Main. 1979 wurde er Hilfsdezernent beim Regierungspräsidenten Darmstadt in der Schulabteilung. 1979 bis 1981 arbeitete er als Oberstudienrat. 1981 wurde er Schulleiter an der Kaufmännischen Berufsschule 7 in Frankfurt am Main.

## Politik
Otto Michael Buss ist Mitglied der Katholischen Arbeiter-Bewegung (KAB) und der Christlich-Demokratischen Arbeitnehmerschaft (CDA) in der CDU. Von 1968 bis 1971 war er Stadtverordneter in Frankfurt am Main und vom 1. Dezember 1970 bis 30. November 1978 Mitglied des Hessischen Landtags.